# Элидир Лидануин
Элидир Толстый и Красивый — первый король Южного Регеда в 535—560 гг.
Элидир родился около 462 года в семье Мейрхион Гула и Эссилт верх Килвинед.
После смерти Мейрхион Гула в 535 году единый Регед был разделён между двумя его сыновьями. Элидиру достался Южный Регед. Предполагают, что центр его владений находился в Ланкашире.
Был женат на Гваур верх Брихан.
Имел сына Лливарха, который и стал королём после него, и дочь Хеледу.
Скончался Элидир в 560 году.
Элидир является предком династии Мервина ап Гуриада, короля Гвинеда и острова Мэн.